# Gustav Schönermark

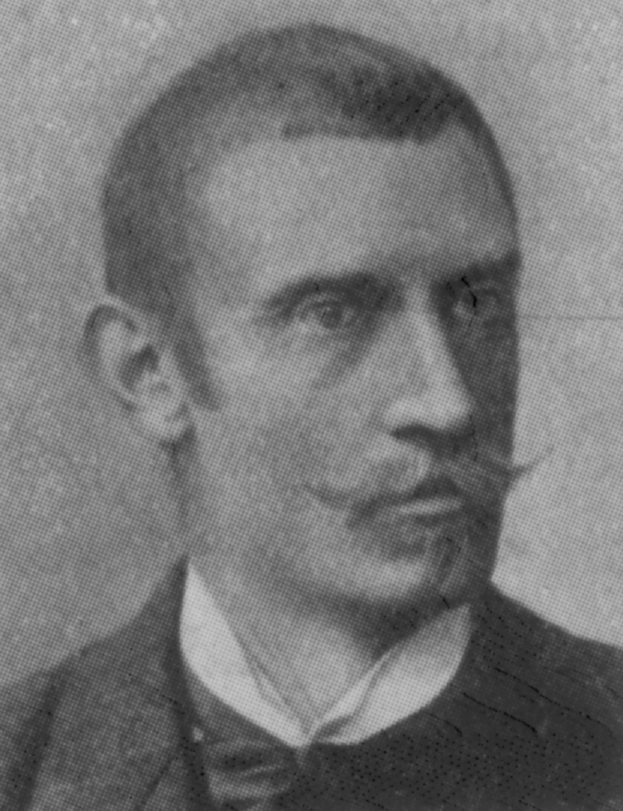
Gustav Schönermark

Gustav Schönermark (* 5. Dezember 1854 in Golmbach; † 13. September 1910 in Hannover; vollständiger Name: Karl Heinrich August Gustav Schönermark) war ein deutscher Architekt. Schönermark ist Mitautor eines Hochbau-Lexikons. Von 1888 bis 1895 war er Herausgeber der Zeitschrift Die Architektur der Hannoverschen Schule. Moderne Werke der Baukunst und des Kunstgewerbes in mittelalterlichem Stil. 

## Leben und Wirken
Gustav Schönermark war ein Schüler von Conrad Wilhelm Hase und studierte ab 1873 an der Polytechnischen Schule Hannover. Ab 1884 arbeitete er als Inventarisator der staatlichen Denkmalpflege der preußischen Provinz Sachsen, gleichzeitig lehrte er an der Technischen Hochschule Hannover. Seit 1892 war er Konsistorialbaumeister der Evangelischen Landeskirche von Kurhessen-Waldeck. Er promovierte 1894 an der Universität Leipzig zum Dr. phil.
Nach seinen Plänen wurden zahlreiche Sakralbauten im heutigen Bundesland Hessen errichtet, u. a. folgende Projekte:
- 1886 den Umbau und die Erweiterung der ev. Kirche zu Breitenbach bei Kassel,
- 1890–92 den Umbau und die Neuausstattung der ev. Kirche in der Neustadt von Rotenburg an der Fulda,
- 1892/93 den Bau der ev. Auferstehungskirche in Rothhelmshausen bei Fritzlar nach Plänen von Louis Angermann,
- 1892/93 die Erneuerung der ev. Kirche zu Wilhelmshausen,
- 1893–95 die Evangelische Kirche Balhorn,
- 1894–1898 Umbau von Schloss Berlepsch und Errichtung einer Schlosskapelle,
- 1894 die ev. Kirche zu Cappel bei Fritzlar,
- 1894 Dachreiter der evangelischen Kirche St. Maria in vinea in Warburg,
- 1895/96 die Erweiterung der ev. Kirche in Hünfeld,
- 1895–97 die ev. Kirche am Gesundbrunnen bei Hofgeismar,
- 1896 die Umbauten von Tonne und Empore in der ev. Kirche zu Bosserode,
- nach 1896 die ev. Kirche in Niederhone
- 1897 den Erweiterungsbau und die Neuausstattung der ev. Kirche in Obermöllrich,
- 1897 den Umbau der Fenster in der ev. Kirche zu Kleinvach,
- 1898 die ev. Kirche in Elm,
- 1899 die ev. Kirche in Allendorf an der Landsburg,
- 1899 die Sakristei an der ev. Altstädter Kirche in Hofgeismar,
- 1900 die durchgreifende Umgestaltung der ev. Kirche in Ronshausen,
- 1900/01 die Erweiterung der ev. Kirche zu Hausen bei Oberaula,
- 1900/01 die Umbauten und Neuausstattung der zuvor ausgebrannten ev. Kirche zu Thurnhosbach,
- 1906 die Ost-Erweiterung der ev. Kirche zu Uengsterode,
- die neogotische, 1952 weitgehend vernichtete Ausstattung der ev. Stadtkirche in Bad Hersfeld.

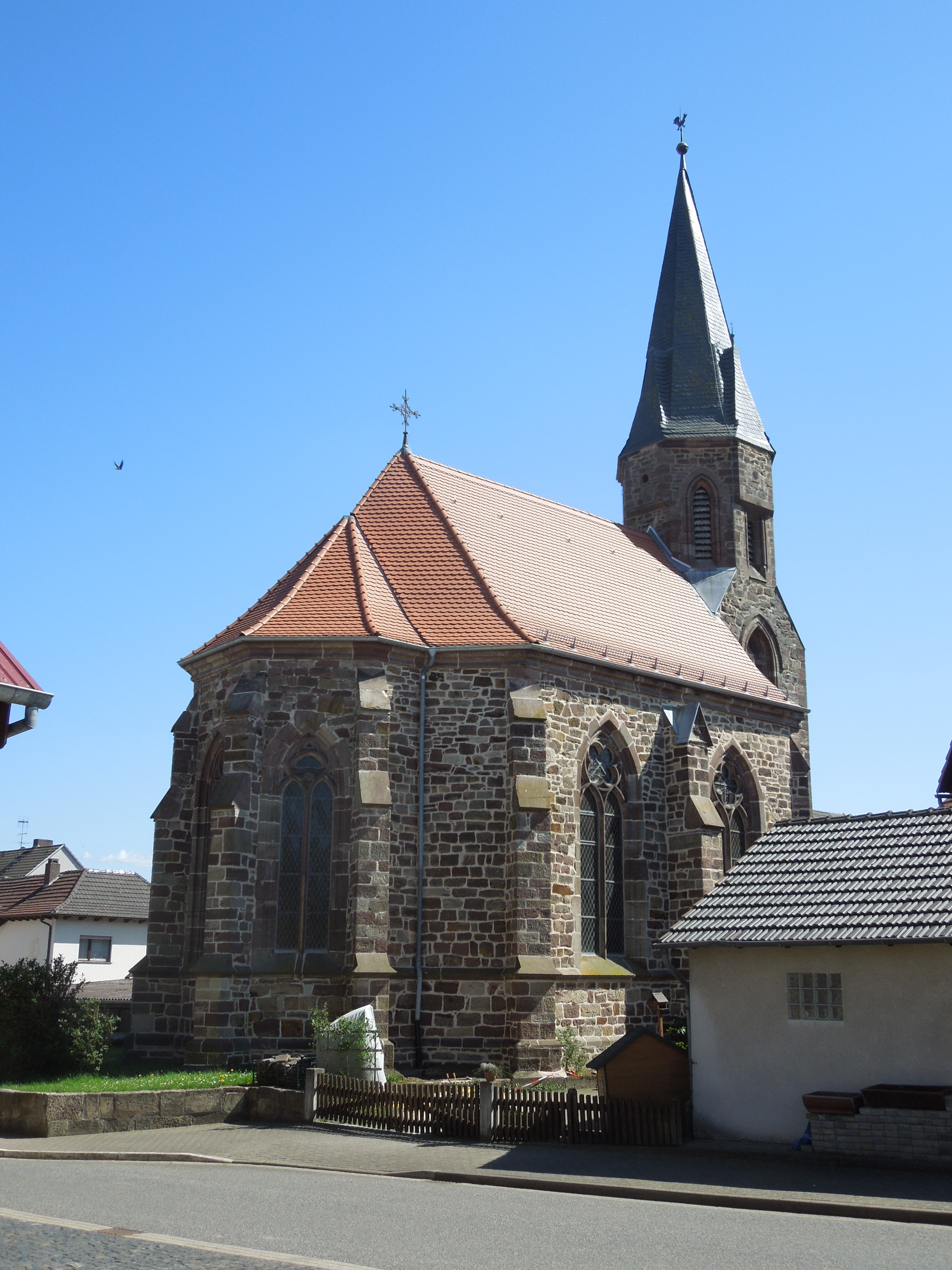
Evangelische Kirche in Cappel
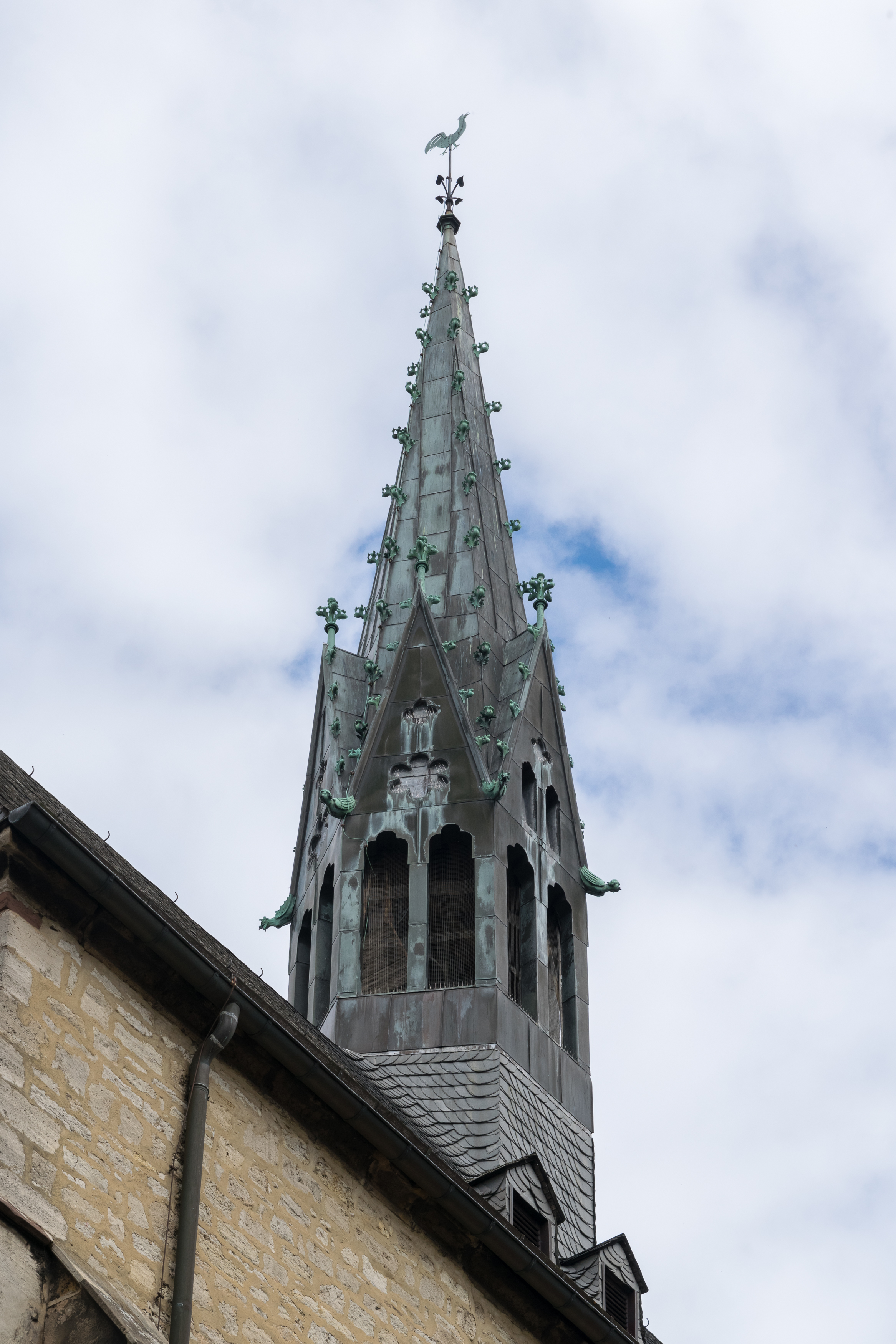
Evangelische Kirche in Warburg, Dachreiter
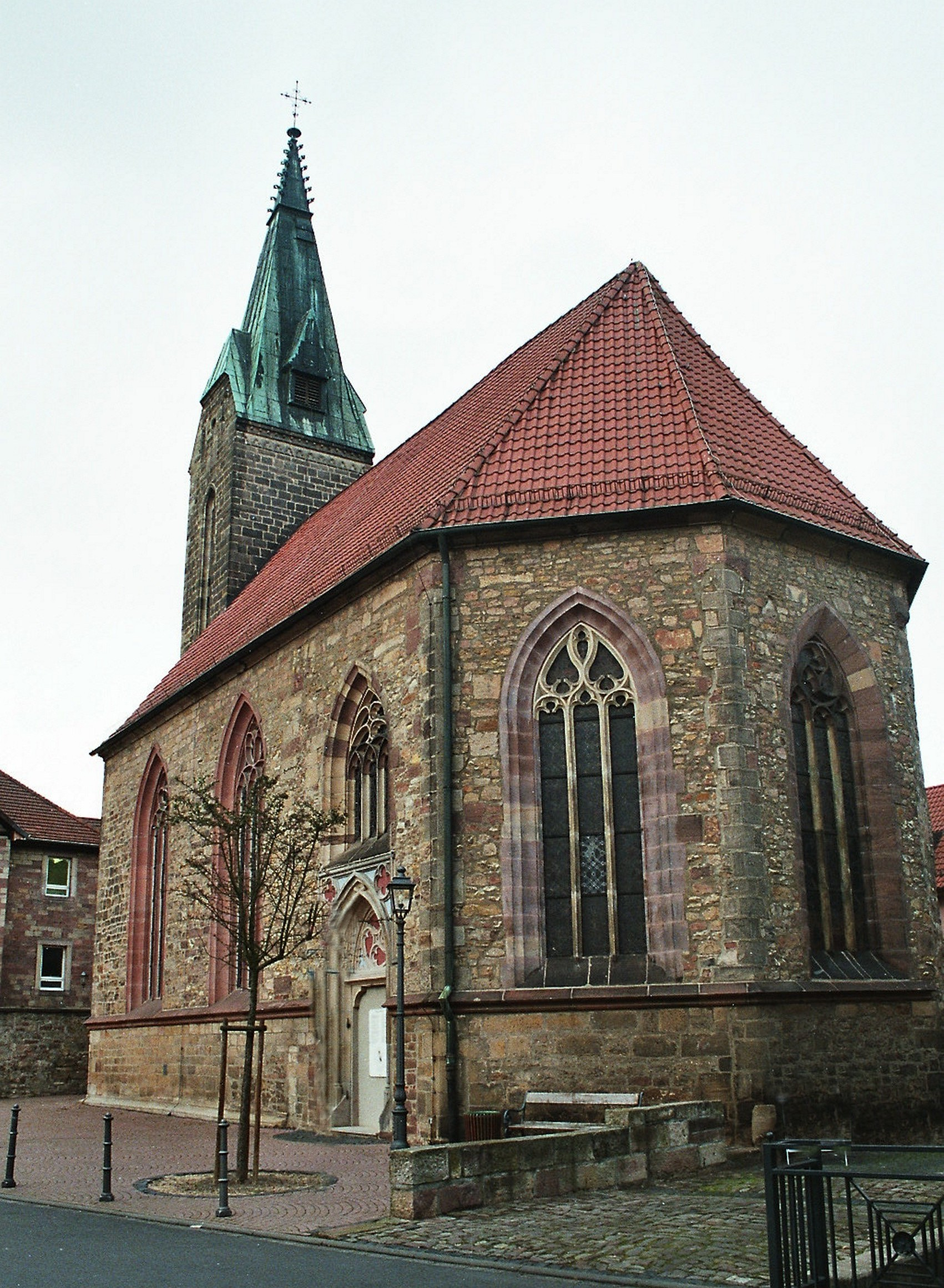
Evangelische Kirche zum Heiligen Kreuz in Rotenburg an der Fulda
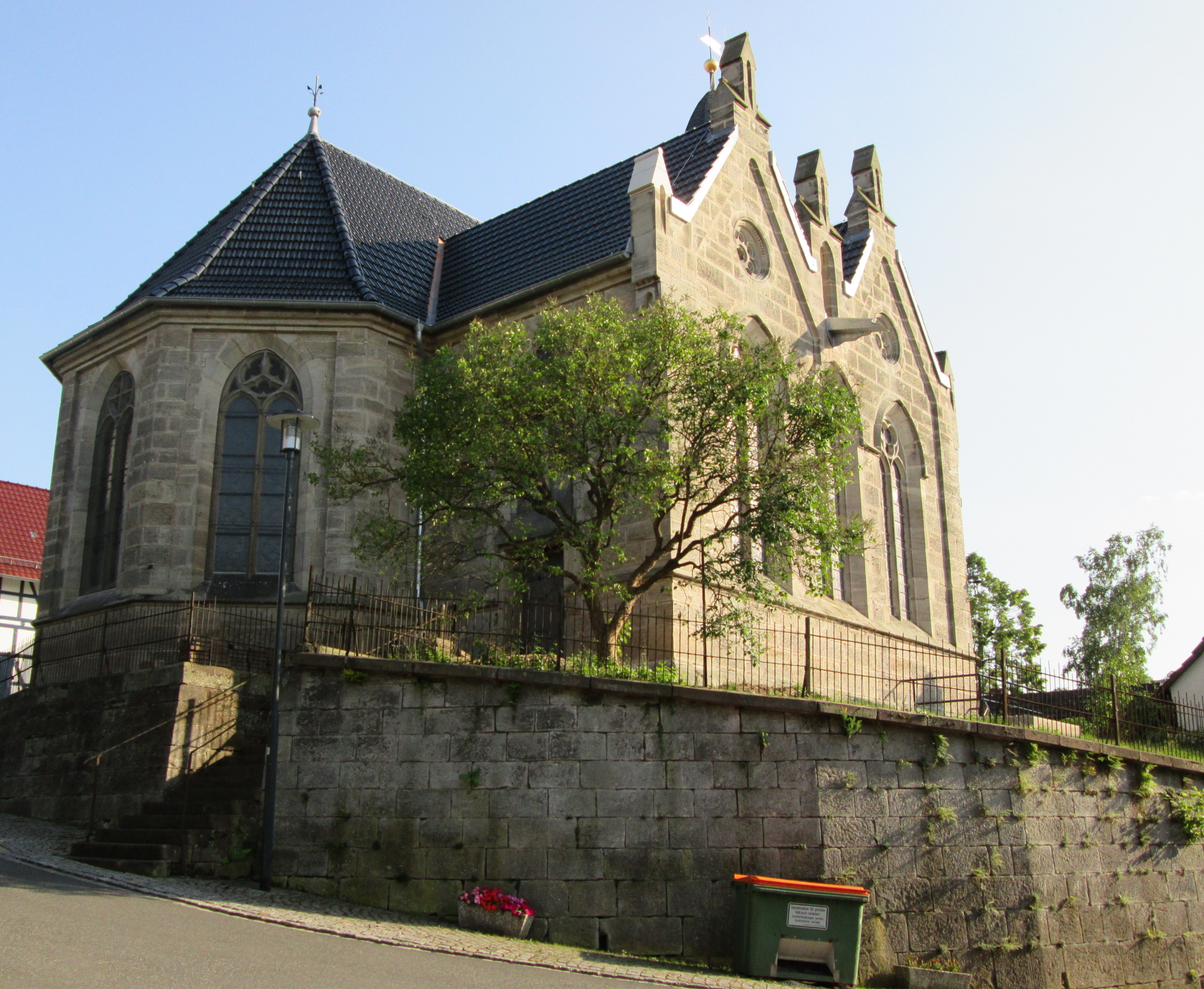
Evangelische Kirche in Niederhone
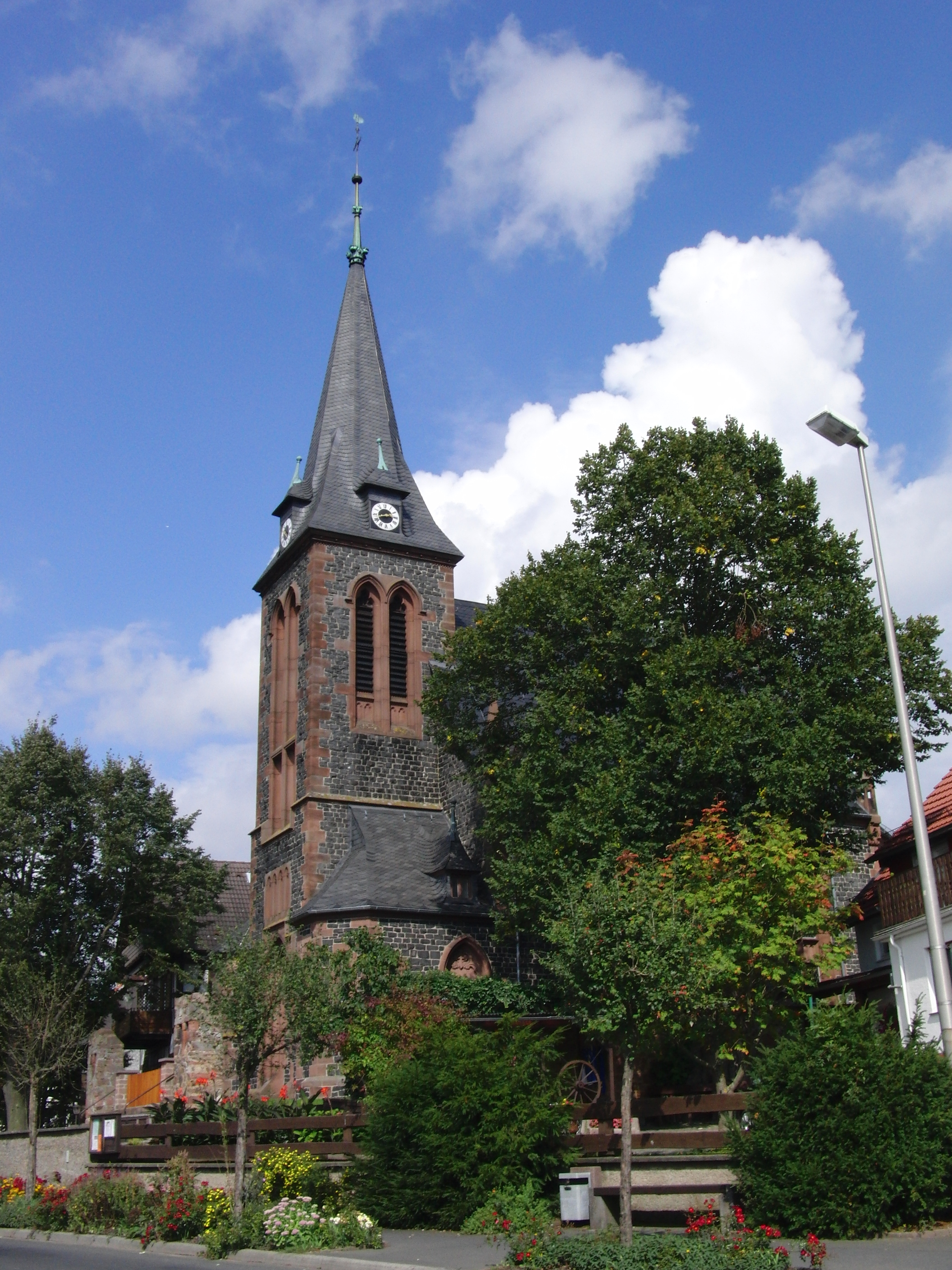
Evangelische Kirche in Allendorf

## Veröffentlichungen
- Beschreibende Darstellung der älteren Bau- und Kunstdenkmäler der Stadt Halle und des Saalkreises. Halle 1886.
- Beschreibende Darstellung der älteren Bau- und Kunstdenkmäler des Kreises Schweinitz. Halle 1891.
- Beschreibende Darstellung der älteren Bau- und Kunstdenkmäler des Kreises Delitzsch. Halle 1892.
- Beschreibende Darstellung der älteren Bau- und Kunstdenkmäler des Kreises Bitterfeld. Halle 1893.
- Beschreibende Darstellung der älteren Bau- und Kunstdenkmäler des Fürstenthums Schaumburg-Lippe. Berlin 1897.
- Der Kruzifixus in der Bildenden Kunst. Straßburg 1908.
- Hochbau-Lexikon. Bearbeitet und herausgegeben von Gustav Schönermark und Wilhelm Stüber. Berlin, o. J. (uni-paderborn.de – [1904]).